# نينا ويليامز
نينا ويليامز (بالإنجليزية: Nina Williams)‏، هي شخصية من سلسلة اللعبة القتالية تيكن من شركة نامكو، معروفها بكونها مغتاله ذو دم بارد مما جعل أول ظهور لها في الجزء الأول وكل اجزاء Tekken، وتعتبر هي واحده من اصل اربع شخصيات تظهر في كل جزء بالأضافة إلى يوشيمتسو، بول فينيكس، وهيهاتشي ميشيما، وهي معروفة بأنها تمتلك علاقة غير مستقرة مع اختها الصغيرة آنـا ويليامز.
نينا معروفة بـ أسلوبها القتالي العنيف الذي يتألف من فنون الدفاع عن النفس ومهارات القتال، ونتيجه لنجاح الشخصية في السلسلة، نينا ويليليامز صنعتَ لها لعبة خاصة فيها باسمDeath by Degrees